# クック諸島の国際関係

クック諸島の外交関係
クック諸島
クック諸島と外交関係を有する国

この記事ではクック諸島の国際関係（クックしょとうのこくさいかんけい）について述べる。
クック諸島は様々な国と外交関係を維持しており、様々な国際機関のメンバー国でもある。クック諸島は「クック諸島を補助するため委任された権利」を行使できるニュージーランドと自由連合を結んでいる一方で、クック諸島は条約を締結することができ、そうでなくとも主権国家かつ独立国家として国際社会と交流する。

## 歴史
1980年代、クック諸島は国際連合のいくつかの専門機関のメンバー国となった。1984年に世界保健機関、1985年に国際連合食糧農業機関とユネスコ、そして1986年には国際民間航空機関、である。国連機関実務一覧は1988年に「ニュージーランドはこう宣言した（中略）ニュージーランドが今後参加する国際的な合意の効力は、もはやクック諸島には及ばない」と記録している。1991年、クック諸島は国連環境開発会議 (UNCED) 準備委員会および気候変動枠組条約の政府間交渉委員会 (INC) の正式なメンバー国になった。実務一覧には「国際法のもとに国際社会がクック諸島を国として受け入れたさらなる証拠である。」と書かれた。これにより国連事務局は1992年、「クック諸島に条約を締結する能力が完全にあることを認め」、また国連事務総長は、多国間条約の寄託者として、全ての国に対して開かれた条約にクック諸島も参加することができる、と決定した。

## 外交関係
2018年11月現在、クック諸島は52か国と外交関係を結んでいる。2000年、クック諸島政府は欧州連合とアフリカ・カリブ海・太平洋諸国の間にあるコトヌー協定に署名した。
この協定に署名したクック諸島政府はブリュッセルにEU向けの代表団を設立した。2002年、この代表団は格上げされ、欧州連合に認められた正式な外交使節となった。クック諸島が初めて設立した正式な太平洋諸国以外の外交使節であり、この使節の設立によって、クック諸島の国際関係が発展していると示された。
以下の国々はクック諸島と公式に外交関係を樹立している。

### オセアニア
- オーストラリア 1994年
- フィジー 1998年
- キリバス 2013年9月3日[5]
- マーシャル諸島 2013年9月3日[5][6]
- ミクロネシア連邦 2014年9月24日[7][8]
- ナウル 1994年
- ニュージーランド 1993年
- ニウエ 2013年[9]
- パラオ 2013年9月3日[5][6]
- パプアニューギニア 1995年
- サモア  2013年[9]
- ソロモン諸島 2013年[9]
- トンガ 2014年11月18日[10]
- ツバル 2013年[9]
- バヌアツ 1980年7月30日[11] または2013年[9]

### ヨーロッパ
- ベルギー 2005年4月6日[12]
- チェコ 2008年5月12日[13]
- エストニア 2018年10月25日[14]
- 欧州連合 2001年
- フランス 2000年
- ドイツ 2001年3月[15]
- ギリシャ 2018年10月22日[16]
- バチカン 1999年4月29日
- アイスランド 2017年10月13日[17]
- アイルランド 2022年11月21日[18]
- イタリア 2002年2月21日
- コソボ 2015年5月18日[19][20]
- マルタ 2017年10月6日[21]
- オランダ 2011年8月16日[22]
- ノルウェー 1991年7月18日 [23]
- ポルトガル 1995年8月12日
- スペイン 1998年1月29日
- スイス 2011年3月7日[24]
- トルコ 2008年10月20日[25]

### アジア
- 中国 1997年7月25日
- インド 1998年; インドとクック諸島の関係（英語版）も参照
- インドネシア 2019年7月12日[26]
- イスラエル 2008年4月[27][28]
- 日本 2011年6月16日[29][note 1]
- クウェート  2021年12月8日[32]
- マレーシア 1992年5月2日
- フィリピン 2011年12月12日[33]
- シンガポール 2012年8月6日[34]
- 韓国 2013年2月22日[35][36]
- タイ 2005年4月
- 東ティモール 2002年8月17日
- アラブ首長国連邦 2018年8月5日[37]
- ベトナム 2022年4月26日[38]

### 南北アメリカ
- アンティグア・バーブーダ 2017年11月9日[39]
- ブラジル 2015年8月21日[40]
- チリ 2016年8月3日またはそれ以前[41]
- キューバ 2002年9月2日
- ジャマイカ 2003年5月14日[42]
- ペルー 2017年9月[43][44]
- アメリカ 2022年、ジョー・バイデンは太平洋におけるより大きな外交戦略の一環として、クック諸島とニウエは主権国家であると認める意向を示した[45]。

### アフリカ
- 南アフリカ 1996年2月9日[46]

## 領事関係
以下の国々はクック諸島と領事関係のみを結んでいる。
- モナコ 2007年またはそれ以前[note 2]
- パナマ 2016年またはそれ以前[49]
- アメリカ 1995年2月22日またはそれ以前[note 3]

## 国際機関

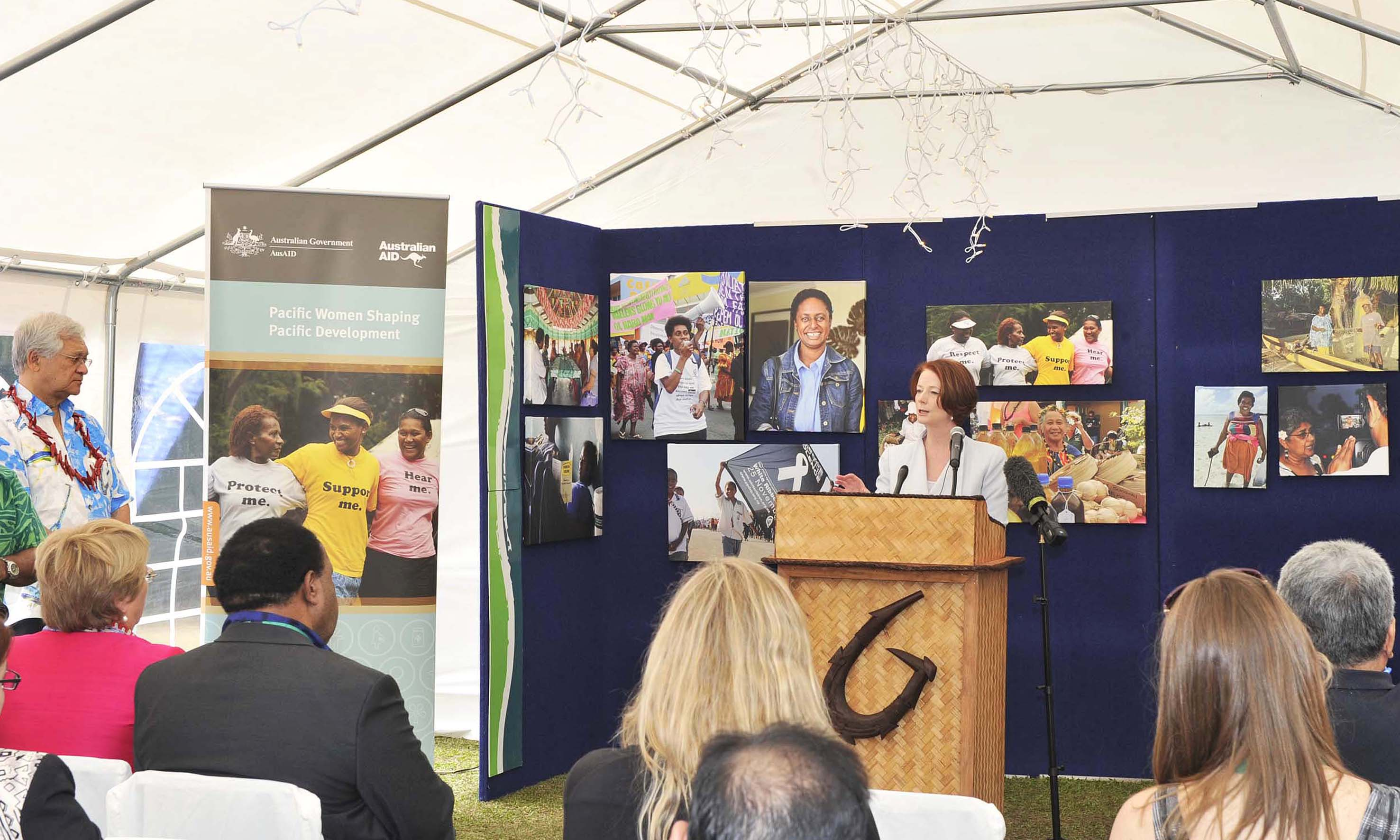
第43回太平洋諸島フォーラムはクック諸島で開催された

- アフリカ・カリブ海・太平洋諸国、小島嶼国連合、アジア開発銀行、アジア太平洋経済社会委員会、国際連合食糧農業機関、国際民間航空機関、国際海事機関、国際刑事裁判所、国際自由労働組合総連盟、国際農業開発基金、国際労働機関[51]、国際オリンピック委員会、化学兵器禁止機関、太平洋諸島フォーラム、国際赤十字赤新月社連盟、en:South Pacific Applied Geoscience Commission、en:Sparteca、太平洋共同体、国際連合教育科学文化機関、世界保健機関、世界気象機関[52]
- イギリス連邦 – クック諸島はコモンウェルスの一員であるがメンバー国ではなく、ニュージーランドに属している。ニュージーランドのコモンウェルスにおけるメンバーシップは、クック諸島とニウエとトケラウとニュージーランドそのものをカバーしている。
- クック諸島は2011年11月にポリネシア・リーダーズ・グループが設立された際の8か国のうちの一つである。PLGは文化、言語、教育、気候変動、貿易と投資を含む様々な問題に対する協力を目的とした地域組織である[53][54][55]。
- クック諸島は国連の海運を取り締まる専門機関である国際海事機関に参加している。

## 国際条約と国際会議への参加
- 以下の条約と会議に加わっている。生物多様性条約、コトヌー協定、ジュネーヴ諸条約、POPs条約、国連砂漠化対処条約、国連海洋法条約、気候変動枠組条約とその京都議定書、en:Convention on the Recognition and Enforcement of Foreign Arbitral Awards、包括的核実験禁止条約[note 4]、en:International Code of Conduct against Ballistic Missile Proliferation、生物兵器禁止条約、国際移動通信衛星機構[57]